# Aeroportul Sauðárkrókur
Aeroportul Sauðárkrókur (IATA: SAK, ICAO: BIKR) este un aeroport din Northwestern Region⁠(d), Islanda ce deservește zona Sauðárkrókur⁠(d). Aeroportul a fost tranzitat în 2019 de 33 de pasageri. A fost numit după zona deservită.
Situat la o altitudine de 2 m, aeroportul dispune de o singură pistă. Este operat de Isavia⁠(d).